# Buenos Aires
Buenos Aires [ˈbwenos ˈajres] (eredeti nevén Ciudad de la Santísima Trinidad y Puerto de Santa María de los Buenos Aires, A Szentháromság városa és a Jó Szelek úrnőjének Szűz Máriának kikötője) Argentína fővárosa, egyben legnagyobb városa és kikötője, valamint Latin-Amerika egyik legnagyobb városa. A Buenos Aires-i főegyházmegye székhelye. A 19. századi polgárháborúkat követően a város elszakadt Buenos Aires tartománytól és nagyvárossá nőtte ki magát, beolvasztva Belgrano és Flores városokat. Az argentinok szövetségi fővárosként is nevezik megkülönböztetésül az azonos nevű tartománytól. Az 1994. évi alkotmányban Ciudad Autónoma de Buenos Aires néven hivatalosan is autonóm városi rangot kapott.
Buenos Aires nevének jelentése: jó levegő, de másik jelentésének megfelelően jó szelek értelemben használják.

## Földrajz

### Fekvése
Buenos Aires Argentína északkeleti részén, a Río de la Plata déli partján az uruguayi partokkal szemben fekszik.

### Éghajlat
Buenos Aires éghajlata nedves szubtrópusi, a nedves nyarak és enyhe telek jellemzik. A legmelegebb hónap a január, a napi átlaghőmérséklet 25,1 °C. Nyáron 28-31 °C között változik a napi átlaghőmérséklet, éjszaka pedig a 16-21 °C a jellemző. A relatív páratartalom 64-70% nyáron, így a hőség még nagyobbnak tűnik. A valaha feljegyzett legmagasabb hőmérséklet 43,3 °C, ezt 1957. január 29-én mérték. A tavasz (szeptember-november) és ősz (március-május) általában enyhe és változékony, az átlaghőmérséklet 17 °C körüli és a gyakoriak zivatarok, különösen tavasszal.
A tél mérsékelt, bár a külvárosi területeken gyakran tapasztalható fagy májustól szeptemberig, szemben a belvárosi területekkel, ahol ez sokkal ritkább jelenség. Általában erős köd jellemző ősszel és télen. Július a leghidegebb hónap, az átlaghőmérséklet ekkor 10,9 °C. Télen a nappali átlaghőmérséklet 12-17 °C, ez éjjelre 3-8 °C-ra is lecsökkenhet. A valaha feljegyzett legalacsonyabb hőmérséklet -5,4 °C, ezt 1918. július 9-én mérték.
A városban 1242 mm csapadék hullik évente. Az esőzés minden évszakban jellemző, de a jégeső sem szokatlan. Hóesés is előfordulhat, legutóbb erre 2007. július 9-én, illetve 2010. július 17-én volt példa.
| Hónap                                   | Jan. | Feb. | Már. | Ápr. | Máj. | Jún. | Júl. | Aug. | Szep. | Okt. | Nov. | Dec. | Év   |
| --------------------------------------- | ---- | ---- | ---- | ---- | ---- | ---- | ---- | ---- | ----- | ---- | ---- | ---- | ---- |
| Rekord max. hőmérséklet (°C)            | 43,3 | 38,7 | 37,9 | 36,0 | 31,6 | 28,5 | 30,2 | 34,4 | 34,0  | 34,0 | 36,8 | 40,5 | 43,3 |
| Átlagos max. hőmérséklet (°C)           | 30,4 | 28,7 | 26,4 | 22,7 | 19,0 | 15,6 | 13,9 | 17,3 | 18,9  | 22,5 | 25,3 | 28,1 | 22,4 |
| Átlaghőmérséklet (°C)                   | 25,1 | 23,7 | 21,4 | 17,7 | 14,3 | 11,2 | 10,9 | 12,7 | 14,2  | 17,7 | 20,6 | 23,2 | 17,7 |
| Átlagos min. hőmérséklet (°C)           | 20,4 | 19,4 | 17,0 | 13,7 | 10,3 | 7,6  | 7,4  | 8,9  | 9,9   | 13,0 | 15,9 | 18,4 | 13,5 |
| Rekord min. hőmérséklet (°C)            | 5,9  | 4,2  | 2,8  | −2,3 | −4,0 | −5,3 | −5,4 | −4,0 | −2,4  | −2,0 | 1,6  | 3,7  | −5,4 |
| Átl. csapadékmennyiség (mm)             | 121  | 122  | 153  | 106  | 92   | 50   | 53   | 63   | 77    | 139  | 131  | 103  | 1210 |
| Havi napsütéses órák száma              | 251  | 238  | 226  | 192  | 161  | 123  | 133  | 170  | 189   | 217  | 231  | 241  | 2372 |
| Forrás: Servicio Meteorológico Nacional |      |      |      |      |      |      |      |      |       |      |      |      |      |

## Története

### A gyarmati idők
A La Plata torkolatvidékét egy spanyol tengerész Juan Díaz de Solís fedezte fel 1516-ban, de expedíciója hamar véget ért, mivel a bennszülött indiánok megtámadták és megölték csapatát.

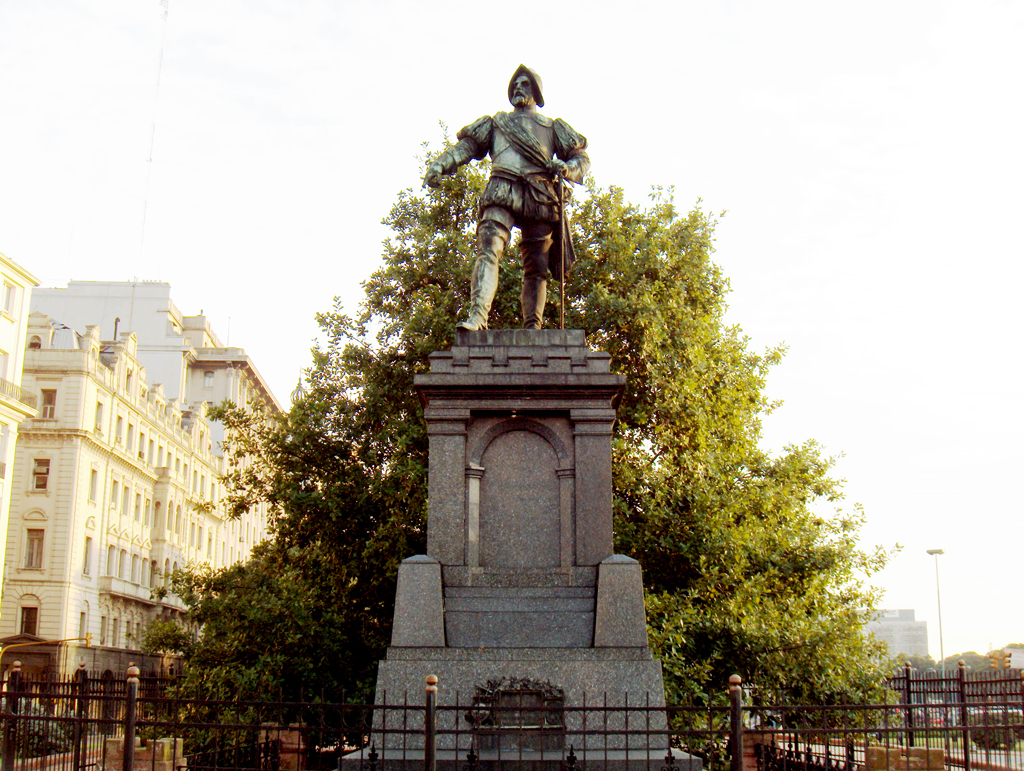
Juan de Garay emlékműve

Az első települést Santa María del Buen Ayre néven szintén egy spanyol aranyvadász, Pedro de Mendoza alapította 1536. február 2-án. A nevet az expedíció lelkésze választotta, aki nagy tisztelője volt a Virgine de Bonariának a Cagliari Miasszonyunknak a Jó Szelek Úrnőjének. Ez a Mendoza alapította első település a mai város San Telmo nevű városrészének helyén állt a mai belvárostól délre. A sorozatos bennszülött támadások azonban arra kényszerítették a spanyolokat, hogy 1541-ben a települést elhagyják.
A második városalapítás Juan de Garay nevéhez fűződik, aki 1580-ban Asunciónból lehajózott a Paraná folyón. A település fennmaradása nagyban függött a kereskedelemtől. A spanyol adminisztráció 17 – 18. században arra törekedett, hogy minden Európába irányuló kereskedelmet a perui Lima kikötőjén keresztül bonyolítson le, ahol az adókat be tudta szedni[forrás?]. Ez az elképzelés a Buenos Aires-i kereskedők ellenkezését váltotta ki és virágzó csempészipar fejlődött ki. Az áldatlan állapotokat felismerve III. Károly spanyol király fokozatosan könnyített a kereskedelmi megszorításokon, végül a 18. század végén Buenos Airest szabadkikötővé nyilvánította. Ezek a könnyítő intézkedések azonban nem elégítették ki a porteñókat, akikben időközben gyökeret vertek a francia forradalom eszméi és a Spanyolországtól való függetlenség vágya.

### Argentin szabadságharc

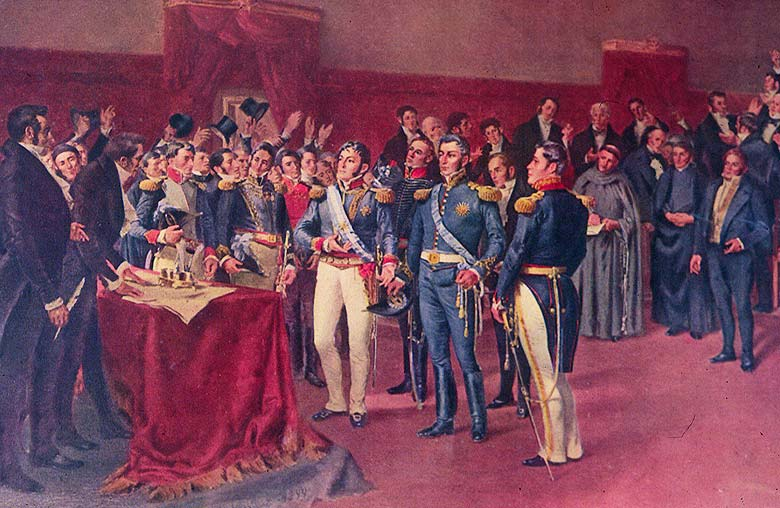
José de San Martin, a szabadságharc első számú vezetője megérkezik Buenos Airesbe 1818. május 17-én

A La Plata elleni brit invázió során a brit erők kétszer, 1806-ban és 1807-ben is a városra törtek, de mindkétszer visszaverték őket e helyi erők. Végül 1810. május 25-én, amíg a spanyol erők az anyaország hadszínterein voltak lekötve, Buenos Aires polgárai elűzték a spanyol alkirályt és saját kormányt alakítottak. Ez a nap a májusi forradalom napja ma Argentína nemzeti ünnepe. Az ország függetlenségét hivatalosan csak 1816-ban kiáltották ki. A 19. század folyamán a város kétszer is hosszabb tengeri blokádot szenvedett. Először 1838 és 1840 között a franciák, másodszor 1845 és 1848 között az angolok és a franciák vették blokád alá. Mindkettő kudarccal végződött.

### 20. század
A vasúthálózat 19. század végén történt kiépítése lehetővé tette az ásványkincsek Buenos Aires üzemeibe történő szállítását, amely az ipar jelentős fellendüléséhez vezetett és a várost az európai nagyvárosok szintjére emelte. Ezekben az években épültek a város fő sugárútjai, a 20. század elején pedig itt épültek Dél-Amerika legmagasabb épületei és első földalatti vasútja. Az 1920-as években Buenos Aires lett az európai emigráció egyik kedvelt célpontja, de a szomszédos szegényebb tartományokból is sokan vándoroltak ide új negyedeket alakítva a város iparterületei köré.

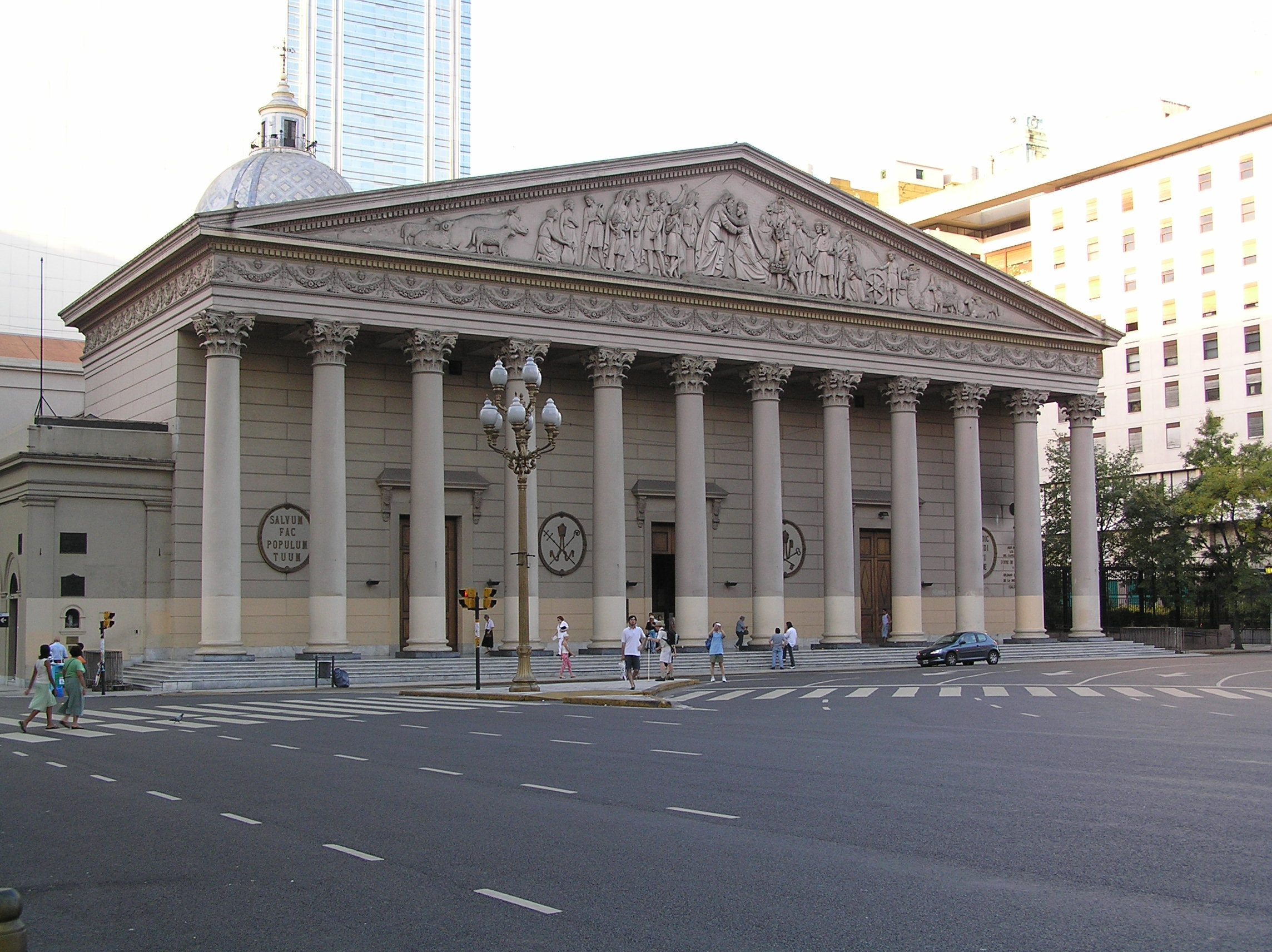
A székesegyház

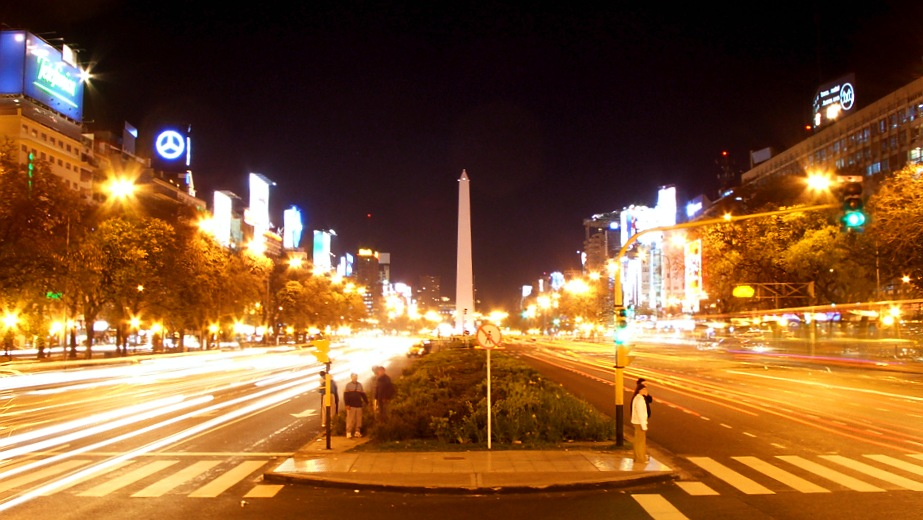
Az Avenida 9 de Julio éjszaka

Kevésbé ismert tény, hogy a második világháború legelső tengeri ütközetére itt került sor a német és brit flotta között. A háborúban Argentína semleges ország volt, Buenos Aires pedig szabadkikötő. Temérdek áru, zömében élelmiszer került innen a szemben álló felekhez. Aranyért akár a németek, akár az angolok vásárolhattak. A háború után több dél-amerikai országhoz hasonlóan a háborús bűnökkel vádolt németek közül sokan találtak itt menedéket. Otto Skorzeny, a német deszantosok parancsnoka is az argentin fővárosban kötött ki, aki Peron elnök megbízásából az argentin titkosszolgálatot hozta létre.
A 20. század folyamán a város gyakran volt katonai hatalomátvételek színhelye. Buenos Aires volt a peronizmus bölcsője is. A külső kerületek ipari munkásai voltak a peronista mozgalom fő támogatói. A Plaza de Mayo volt a peronisták 1945. október 7-ei nagy tüntetésének színhelye és később is tüntetések és az ország politikai eseményeinek fő színtere volt. 1955. június 16-án a katonai puccskísérlet során a hadsereg repülőgépei bombázták a Plaza de Mayo környékét. Ez volt az egyetlen eset, amikor a várost légitámadás érte.
Az 1970-es években a város sokat szenvedett a baloldali forradalmi mozgalmak és a jobboldali félkatonai erők közötti harcoktól. A konfliktus 1976-os súlyosbodásának több tízezer áldozata volt. Peron elnök özvegyét, Isabel Peront, aki férje 1974-es halála után örökölte az elnöki posztot, a három évvel korábban Chilében lezajlott katonai puccshoz hasonlóan eltávolították hatalmából és egy katonai vezetés (Junta Militar), élén Jorge Videla tábornokkal, vette át az irányítást. A katonai vezetés alatt sok ezer, zömében fiatal tűnt el örökre rejtélyes körülmények között. Több mint három évtizede vonulnak ki a gyermeküket elvesztett anyák a Plaza de Mayóra (a „Május téri anyák”), hogy választ kapjanak, mi történt a gyermekeikkel. Minden csütörtökön összegyűlnek és emlékeznek. A katonai diktatúra az 1982-es falklandi háborúval tetőzött, amikor Galtieri tábornok-elnök utasítására az argentin csapatok partra szálltak a Falkland-szigetek (argentin nevén Malvin szigeteken) és elkergették a brit helyőrséget. A britek válaszlépésként nagy flottaerővel visszatértek és öldöklő harcban visszaszerezték. A kudarc miatt a junta maga mondott le, így 1983-tól ismét demokratikus útra térhetett az ország.
II. János Pál pápa 1982. évi első és 1987. évi második látogatása során soha nem látott tömegek gyűltek össze a városban. Az 1990-es években két súlyos bombatámadás ért izraeli érdekeltségű épületeket. 1992. március 17-én bomba robban az izraeli nagykövetség épületében megölve 29, megsebesítve 242 embert. 1994. július 18-án egy zsidó szervezeteknek otthont adó épületben történt robbantásnak 85 ember esett áldozatul.

### 21. század
2001-ben a Peso leértékelődése szült konfliktust. Az emberek megrohamozták a bankokat, hogy kivegyék onnan az értékeiket, de a banki vezetés zárolta és befagyasztotta a készletet. A feldühödött tömeg hatalmas rendbontást vitt véghez, amely a jelentős anyagi károk mellett számos halálos áldozatot is követelt. A közel fél évig húzódó krízis alatt hatszor neveztek ki új elnököt.
A helyreállt belső rend után nyugalmas évek jöttek, míg 2004-ben a külpolitika szított indulatokat, nevezetesen a George Bush vezette USA külpolitikája ellen nyilvánult meg az argentinok nemtetszése. Az amerikai elnök argentínai látogatása idején hatalmas rendbontások folytak, majd a 2006-ban tervezett újbóli látogatása hírére olyan heves tiltakozás zajlott, hogy Bush elnök lemondta az argentin útját.
2009 tavaszán Izrael sorozatos Palesztina elleni támadásai hatalmas felháborodást váltott ki Dél-Amerika szerte, kiváltképp az argentin fővárosban. Az argentinok zsidókat bántalmaztak és zsidó temetőket rongáltak.

## Önkormányzat és közigazgatás
Buenos Airesnek 48 kerülete (spanyolul barrio) van. Nemrég új közigazgatást alakítottak ki, miszerint a várost 15 körzetre (spanyolul comuna) osztották. Egy körzetben általában több kerület is van. A három legnépesebb kerület Palermo (ez egyben a legnagyobb területű is), Recoleta és Caballito.

## Népesség
Buenos Aires lakóit hazájukban csak porteñosnak („kikötőieknek”) nevezik arra utalva, hogy a város kikötője milyen jelentős volt az ország történelme és fejlődése során. A népesség főként spanyol és olasz származású argentin, ezen belül különösen a galíciaiak, az asztúriaiak és a baszkok, illetve olasz részről a calabriaiak, a ligúriaiak, szicíliaiak és a nápolyiak képviselnek nagy többséget. Jelentős kisebbséget alkotnak még az arabok, a németek, a magyarok, a zsidók, az örmények, az oroszok, az angolok, az írek, a kínaiak, a japánok és a koreaiak. Ugyancsak sokan vannak a szomszédos Bolíviából és Paraguayból érkezett spanyol nyelvű emigránsok.
A vallás tekintetében a római katolikusok elsöprő többségben vannak. Rajtuk kívül számottevő vallások még a muzulmán, a zsidó, az ortodox és az evangélikus.
A 2008-as népszámlálás szerint a város népessége 3 042 581, míg a külvárosokkal együtt 13 millió lakosa van.
Az ENSZ 2016-os becslése alapján a város lakossága 2030-ban 19 976 000 fő lehet.

## Gazdaság

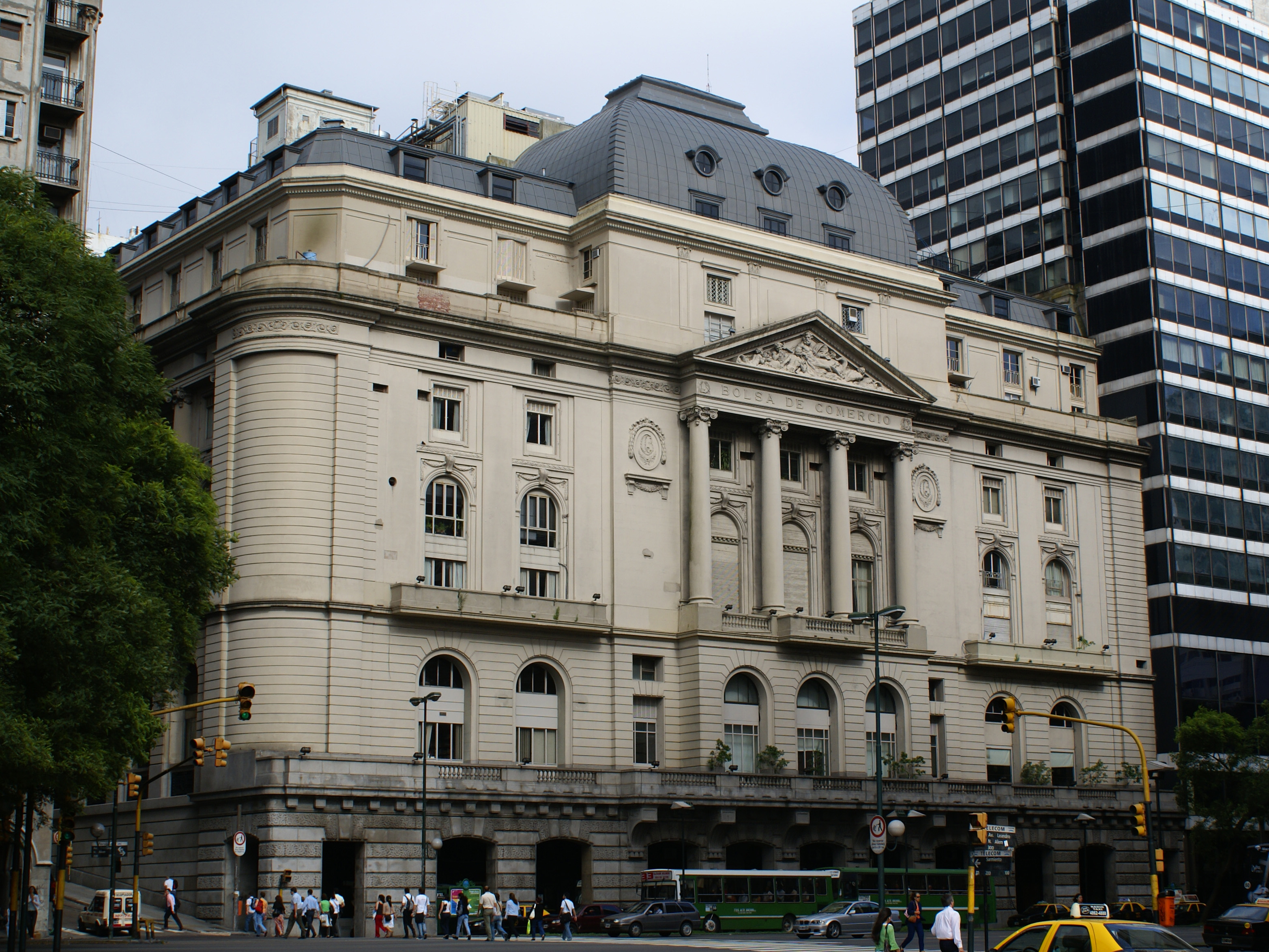
A tőzsde épülete

Buenos Aires Argentína gazdasági, ipari, kereskedelmi és kulturális központja. Kikötője egyike a világ legforgalmasabb kikötőinek. Az ország nagy hajózható folyói észak- északnyugati irányban kötik össze a fővárost az ország vidéki területeivel, valamint Brazíliával, Uruguayal és Paraguayal. A főváros földrajzi helyzetéből adódóan központja a kontinens hatalmas délkeleti területei felé irányuló forgalomnak is.
A fővárostól nyugatra elterülő Pampa Húmeda Argentína legtermékenyebb mezőgazdasági területe. Jelentős a hús, a tej, a gabona, a dohány és a gyapjútermelés amely fontos alapanyagát adja a főváros gazdasági termelésének és feldolgozóiparának. Jelentős iparágak még az autógyártás, az olajtermelés, a bőripar, a fémipar, a gépipar, a szövetgyártás, a vegyipar, a ruhaipar és az italgyártás.

## Közlekedés

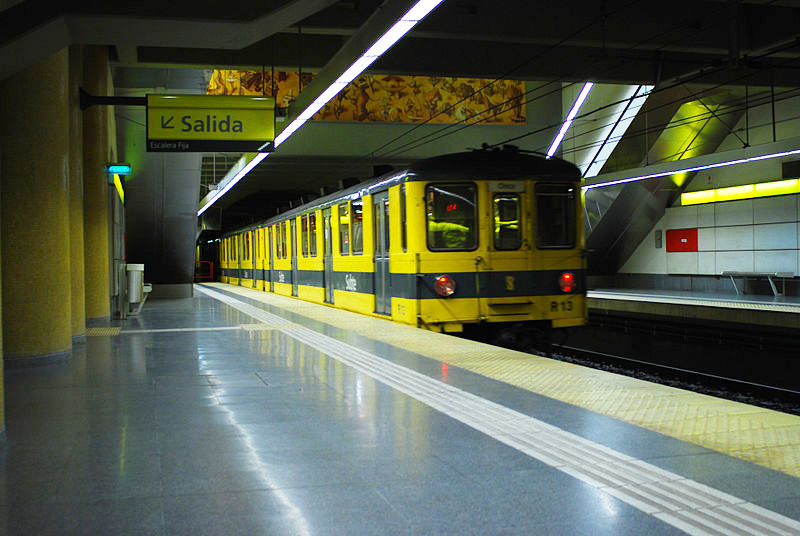
Metrószerelvény

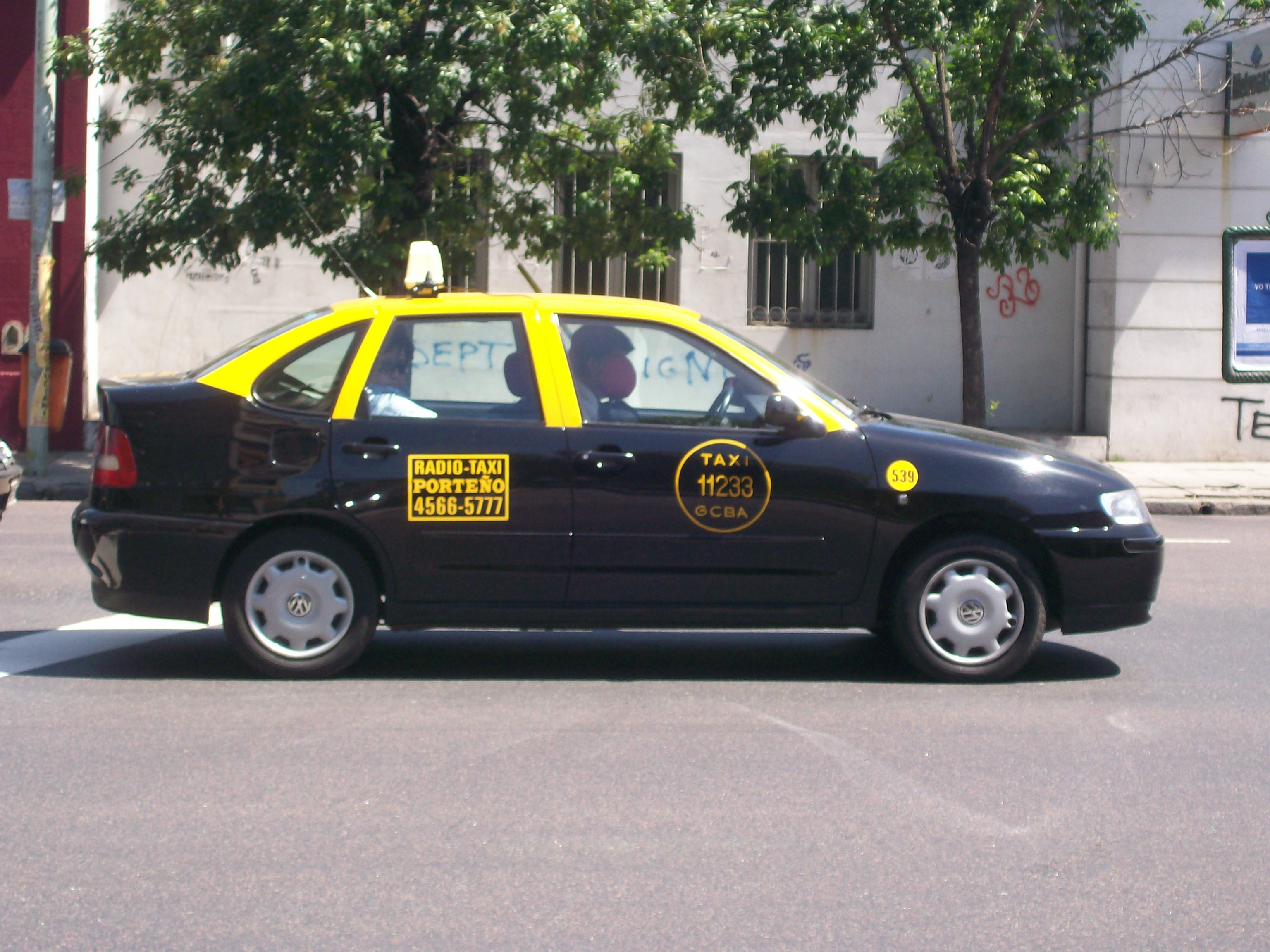
Taxi

A Subterráneo (rövidebb és közkedvelt nevén: Subte) a déli félteke legrégibb földalattija, mely egyben Latin-Amerika legrégibb földalattija is 1913-ban nyílt meg Buenos Airesben. Hálózata a folyamatos fejlesztések során 7 (A, B, C, D, E, H és P) vonalra bővült, 2011-re a tervek szerint eléri a 89 kilométert.
Buenos Aires az ország vasúthálózatának is fő csomópontja. A vasút főként az ingázók körében népszerű, de néhány vonal gyakran bűncselekmények színhelye. Nyolc pályaudvara (Mitre, Belgrano, San Martin, Constitucion, Once - Misiere, Roca, Sarmiento) van, a Retiro néven összefoglalt és közvetlenül egymás mellett lévő három pályaudvar (Mitre, Belgrano, San Martin) bonyolítja le az elővárosi forgalmak zömét. A hálózaton főleg dízel szerelvények közlekednek, de van villamosított vonal is, amelyeken a legmodernebb és minden igényt kielégítő roppant gyors InterCity járatok kötik össze a fővárost a vidéki nagyvárosokkal.
Buenos Aires méreteihez képest viszonylag kevéssé zsúfolt város. Az első autópályák az 1970-es évek végén nyíltak meg lehetővé téve a gyors közlekedést a belváros irányába. Ez megnövelte a gépkocsiforgalmat a belvárosban, melynek üzleti negyedében (durván egy négyzetkilométernyi terület) napközben korlátozták a magán gépjárműforgalmat. A város jó minőségű és megfelelő méretekkel bíró közúti hálózatnak örvend. Rengeteg sugárút és gyorsforgalmi út segíti a gyors közlekedést. Itt található a világ legszélesebb útja; az Avenida 9 de Julio, amelynek szélessége több mint 100 méter.
A város lakóinak többsége a tömegközlekedést használja. Jellegzetes tömegközlekedési eszköz egykor a collectivo volt, mely nem más mint teherautóalvázra szerelt 21-27 személyes kisbusz. Manapság a legmodernebb buszok több száz vonala hálózza be a várost, de régi elnevezés, a "collectivo" megmaradt napjainkig. Az utak felújítása miatt évtizedekkel ezelőtt megszűnt a villamos, 2006-tól azonban újra indult, egyelőre a Puerto Madero vonalán közlekedik a modern szerelvény. A tömegközlekedés viszonylag gyors, olcsó és egyszerű. Ellenőrök helyett mindenhol automata beléptető rendszer van. A taxiknak se szeri, se száma. Megbízható szolgáltatást nyújtanak elfogadható áron.
Buenos Aires nemzetközi repülőtere a Ministro Pistarini repülőtér az Ezeiza városrészben található és gyakran egyszerűen csak Ezeizának hívják. A város másik repülőtere, a Jorge Newbery főként a belföldi forgalmat bonyolítja le.

## Kultúra
Buenos Aires egyeteme, az UBA, Dél-Amerika egyik legnagyobb oktatási intézménye, a világ minden részéről fogad diákokat. Az egyetem eddig öt Nobel-díjast adott a tudománynak.
A város jelentős kulturális központ. Rengeteg múzeuma és könyvtára, valamint színházai és mozijai vannak. Talán nincs a világon még egy olyan város, ahol ennyi szobrot és szökőkutat lehet megcsodálni, mint itt.

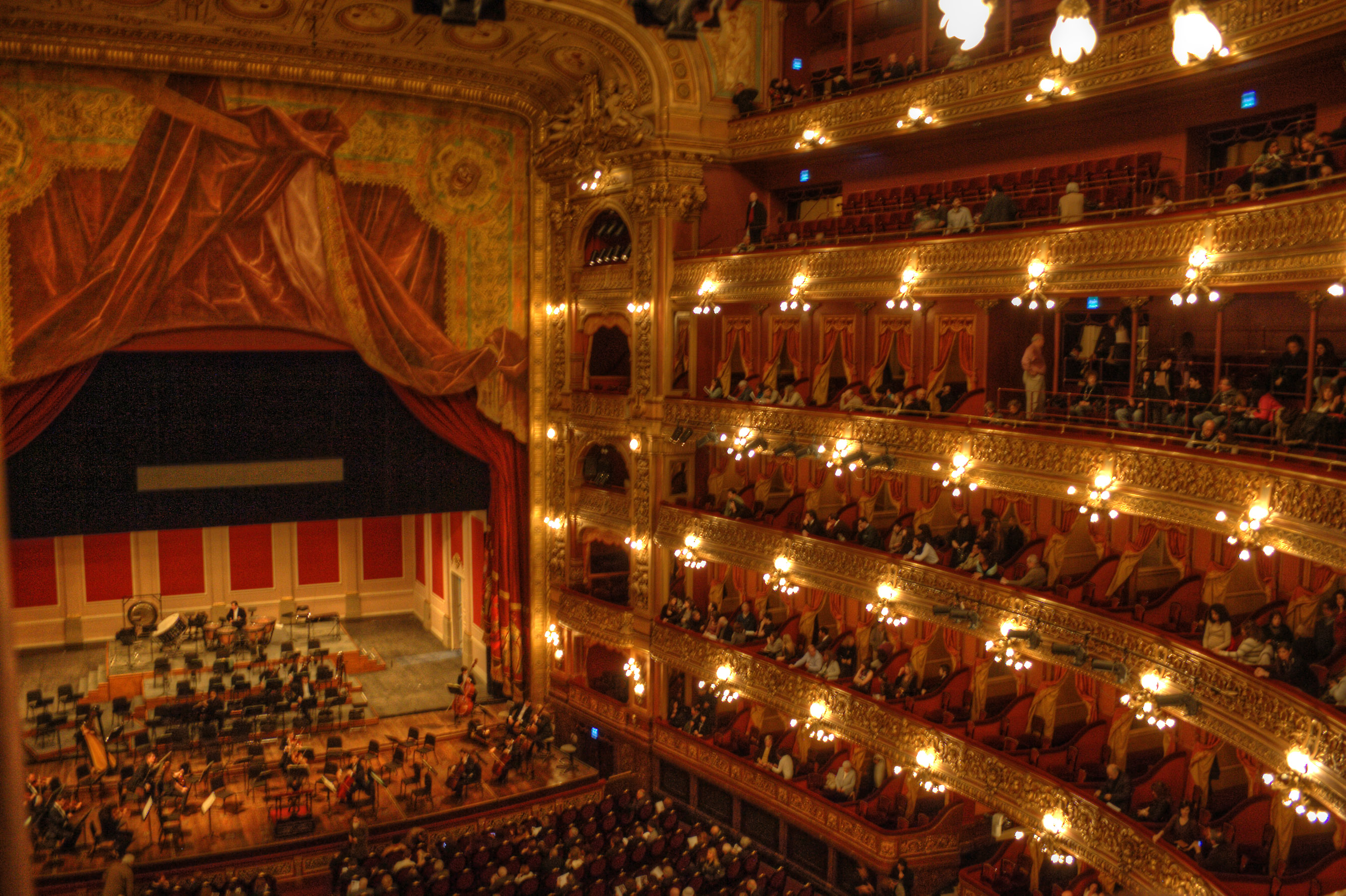
A Teatro Colón

Az egyik legjelentősebb kultúrintézmény, a Teatro Colón, megannyi opera-, színházi- és filharmonikus előadással. A helyi operaház gyakran tűzi műsorára magyar szerzők műveit, leggyakrabban Bartók és Kodály zenevilágát elevenítik meg, mégpedig magyarul. Hosszú éveken át a Buenos Aires-i operaház koncertmestere és karnagya a magyar Eiler István volt, aki Dorogról származik.
Szintén jelentős a Kultúra Háza, továbbá rengeteg klub és színpaddal rendelkező szórakozóhely biztosítja a pezsgő művészi életet.
Argentína egyik nemzeti unikuma, a Tango, amellyel szinte mindenhol, mindenkor találkozunk. Carlos Gardel az egyik legjelentősebb és legnépszerűbb tangóénekes volt, Astor Piazzolla pedig az egyik legkiválóbb zeneszerző.
Éppen az 1978-as argentin labdarúgó világbajnokság ideje alatt mutatták be az Evita című musicalt, majd az Andrew Lloyd Webber musicaléből készült film egy részét is itt forgatták Madonnával a főszerepben.

## Nevezetességek
A város legismertebb jelképe a Buenos Aires-i obeliszk, amelyet 1936-ban, a város első alapításának 400. évfordulója alkalmából emeltek.

## Sport

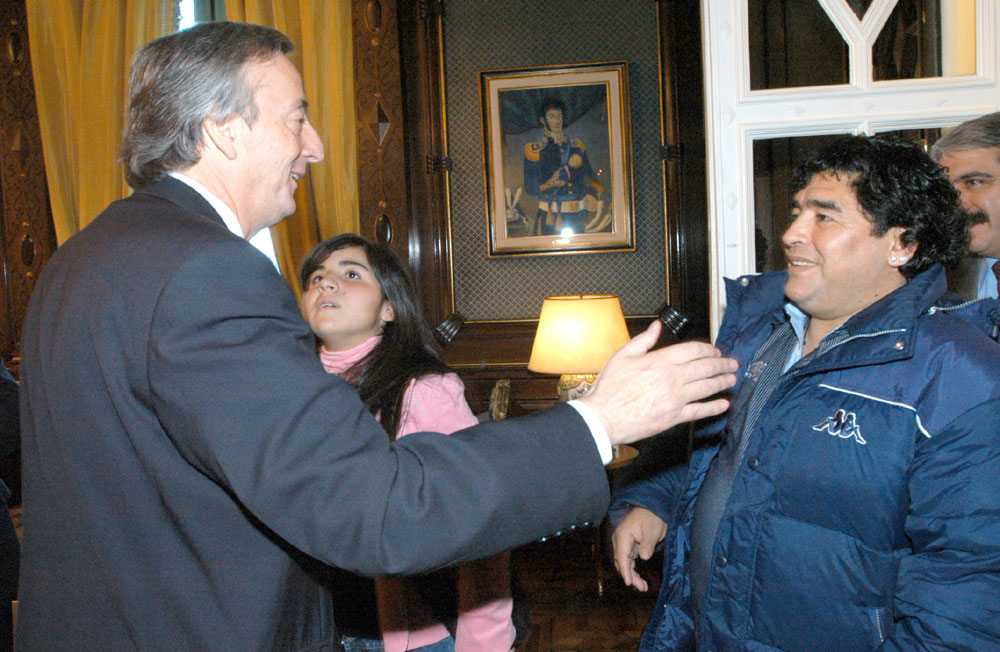
Maradona 2004-ben Néstor Kirchner argentin elnökkel

Az argentin emberek fő szórakozása a labdarúgás. A város több első osztályú csapattal is rendelkezik. Közülük is kiemelkedik a két ősi rivális, a Boca Juniors és a River Plate. Jelentős egyesületek még az Huracán, az Argentinos Juniors, a San Lorenzo de Almagro, a Racing Club de Avellaneda és a Vélez Sársfield.
Buenos Aires egyik szegény külvárosi negyedében született minden idők egyik legnagyobb futballistája, Diego Armando Maradona, aki az Argentinos Juniors csapatában kezdte pályafutását, majd a Boca Juniorsba igazolt és ott lett világsztár.
Buenos Aires többször is jelentkezett a nyári olimpiai játékok megrendezésére, de mind 1956-ban, mind 1968-ban, mind 2004-ben alulmaradt riválisaival szemben.
Buenos Aires volt az első pánamerikai játékok házigazdája 1951-ben, 1950-ben és 1990-ben kosárlabda világbajnokságot, 1978-ban labdarúgó-világbajnokságot rendezett. Az utóbbi az ország történetének egyik legnagyobb eseménye volt, mert a világkupát a hazai válogatott nyerte a döntőben 3:1-re verve a holland válogatottat.
1953 és 1998 között város versenypályája huszonegy alkalommal volt színhelye Formula–1-es világbajnoki futamnak.
Argentínában nagy hagyománya van a lovassportnak. A Hipódromo Argentino de Palermo a színhelye a lóversenyeknek, míg a közeli Campo Argentino de Polón rendezik a lovaspóló és a patomérkőzéseket. Utóbbi egy lóhátról játszott kosárlabda változat, az egyik legnépszerűbb nemzeti sport az országban. Népszerű és sikeres sportok még a kosárlabda, a rögbi, a tenisz, az ökölvívás, a vitorlázás és a gyeplabda.

## Híres emberek
Buenos Aires számos neves argentin író, mint Jorge Luis Borges, Adolfo Bioy Casares, Ernesto Sábato és Victoria Ocampo otthona. Julio Cortázar Brüsszelben született ugyan, de hosszú ideig élt a városban, mielőtt Franciaországba távozott.
A leghíresebb argentin, a Nobel-díjas Luis Agote professzor, aki a véralvadás mechanizmusát és a vérátömlesztés gyakorlati megvalósítását fektette tudományos alapokra.
Éveken keresztül élt itt Ernesto Che Guevara is családjával, aki a Buenos Aires-i egyetem orvosi karán tanult.
Számos neves művész, mint René Goscinny, Marcel Duchamp, Witold Gombrowicz, Jerry Masucci is a városban alkotott, az üzletemberek közül a leghíresebbek John S. Reed és Aristoteles Onassis.
A spanyol polgárháború alatt is számos neves személyiségnek nyújtott menedéket a város, mint például a filozófus José Ortega y Gasset.
Leghíresebb magyarként itt élt Czetz János honvédtábornok, aki az 1848–49-es forradalom és szabadságharc bukását követően emigrációba kényszerült és Argentínában telepedett le, ahol belépett az argentin hadseregbe. Nevéhez fűződik az első argentin tisztképző akadémia megalapítása, amelynek igazgatója is volt. Munkássága elismeréseként a legnagyobb katonai díszpompával temették, koporsóját a recoletai temetőben lévő Rosas család (Rosas tábornok Argentína elnöke volt) kriptájában helyeztek el, később hamvait a Katonai Akadémia (Collegio de Armas) impozáns épületében vitték végső nyughelyre, ahol emléktábla őrzi nevét és munkásságát.
Élete utolsó éveiben itt élt is itt halt meg 1986. március 6-án Pelle István az 1932. évi nyári olimpiai játékok kétszeres tornászbajnoka.
1936. december 17-én itt született a 266. pápa, Ferenc pápa.
Szintén a város lakója volt 1973-tól és itt is halt meg 1989. április 30-án Guy Williams hollywoodi filmcsillag, aki többek között az első Zorro filmek főszerepét játszotta. Megigézte Argentína, valósággal beleszeretett és könnyedén fordított hátat az "álomgyárnak", hogy aztán valóban az álmok világában élhessen. Sosem bánta meg, hogy Buenos Airesbe költözött, ennek gyakran hangot is adott. Lakása a Recoleta negyedben, az Ayacucho utcában volt, törzshelye pedig az egy blokknyira lévő La Biela kávéház.
Itt született Gustavo Perednik izraeli filozófus, író
- Martha Argerich zongoraművész
- Daniel Barenboim zongoraművész, karmester
- Celeste Cid színésznő, rendező
- Facundo Arana színész
- Florencia Bertotti színésznő, énekesnő
- Federico Amador színész
- Gabriela Sabatini teniszező
- Guillermo Vilas teniszező
- Máxima holland királyné
- Sergio Aguero labdarúgó
- Gonzalo Higuaín labdarúgó
- Bernardo Houssay fiziológus-orvostudományi Nobel-díjat
- Carlos Saavedra Lamas Nobel-békedíj
- Adolfo Pérez Esquivel Nobel-békedíj
- Luis Federico Leloir kémiai Nobel-díjat.
- Oswald Menghin (1888–1973) osztrák régész, egyetemi professzor.

## Testvértelepülések
| - Jereván - Brazíliaváros, Brazília, 2002 - Porto Alegre, Brazília, - Rio de Janeiro, Brazília, - São Paulo, Brazília, - Ottawa, Kanada - Santiago - Peking, 1993 - Bogotá, Kolumbia - Medellín, Kolumbia - Zágráb, 1998 - Prága, Csehország - Santo Domingo - Quito, Ecuador - Reykjavík, Izland | - Toulouse, Franciaország - Párizs, Franciaország - Berlin, Németország, 1994. május 13. - Jeruzsálem, Izrael (cooperation agreement) - Tel-Aviv, Izrael, 1976 - Basilicata (régió), Olaszország - Cagliari, Olaszország - Calabria (régió), Olaszország - Genova, Olaszország - Lucca, Olaszország - Milánó, Olaszország - Nápoly, Olaszország - Róma, Olaszország - Oszaka, Japán | - Rotterdam, Hollandia - Asunción, Paraguay - Lima, Peru - Varsó, Lengyelország - Lisszabon, Portugália - Belgrád, Szerbia - Fokváros, Dél-afrikai Köztársaság - Szöul, Dél-Korea - London, Egyesült Királyság - Miami, Florida, USA - New York, USA | - Almería, Spanyolország - Barcelona, Spanyolország - Bilbao, Spanyolország - Cádiz, Spanyolország - Guadix, Spanyolország - Madrid, Spanyolország - Oviedo, Spanyolország, 1983 - Santiago de Compostela, Spanyolország - Sevilla, Spanyolország - Vigo, Spanyolország - Genf, Svájc - Isztambul, Törökország - Montevideo, Uruguay |

Partnervárosa:  Párizs, Franciaország

### Helyi lapok weboldalai
- Buenos Aires Herald (angol)
- BA Buenos Aires-i Hírmondó – Argentínai Magyar Hírlap - Összes szám PDF letöltés
- Clarín (spanyol)
- La Nación (spanyol)
- Página 12 (spanyol)
- Infobae (spanyol)
- La Prensa (spanyol)
- Buenos Aires (angol)